# OMG (Usher)
„OMG“ je píseň amerického R&B zpěváka Ushera. Píseň pochází z jeho šestého studiového alba Raymond v. Raymond. Produkce se ujal producent Will.i.am. S touto písní mu vypomohl americký R&B zpěvák Will.i.am člen kapely Black Eyed Peas

## Hitparáda
| Země      | Umístění |
| --------- | -------- |
| Austrálie | 1        |
| Česko     | 17       |
| Kanada    | 2        |
| Německo   | 27       |
| Anglie    | 1        |
| Evropa    | 6        |
| USA       | 1        |

| "Nothin' on You" od B.o.B featuring Bruno Mars "Not Afraid" od Eminem' | USA #1 hity 15. května~22. května 2010 29. května~19. června 2010 | "Not Afraid" od Eminem "California Gurls" od Katy Perry featuring Snoop Dogg' |
| "This Ain't A Love Song" od Scouting For Girls                         | Anglické #1 hity 18. dubna~25. dubna 2010                         | "Once" od Diana Vickers                                                       |
| "Just Say So" od Brian McFadden featuring Kevin Rudolf                 | Australské #1 hity 10. května~20. června 2010                     | "California Gurls" od Katy Perry featuring Snoop Dogg                         |